# Waldek Kosinski
Waldek Kosinski (14 december 1964) is sinds 2001 een personage uit de Vlaamse Eén-soap Thuis. Waldek wordt gespeeld door Bart Van Avermaet.

## Biografie
Waldek maakt zijn debuut als loodgieter bij Sanitechniek, het loodgietersbedrijf dat toen nog in handen was van Frank Bomans. Waldek wordt verliefd op Rosa en ze trouwen. Ze willen dolgraag een kind. Rosa wordt zwanger, maar het loopt uit op een miskraam. Later krijgen ze de kans om als pleegouder voor Kasper te zorgen, een zigeunerjongen die zijn ouders verloor en alleen achterbleef in Ter Smissen.
Na het faillissement van Eldorado komt Waldek zonder werk te zitten, maar hij mag opnieuw aan de slag in het nieuwe Sanitechniek, ditmaal onder leiding van Mo.
Waldek heeft een zus Beata (Ann Van den Broeck), die hem jaren geleden probeerde te overtuigen om terug te gaan naar Polen. Hun ouders zijn al jarenlang overleden.
Waldek begaat een slippertje met collega Kris. Hierdoor krijgt hij slaande ruzie met Mo, die hem zodanig hard gaat pesten dat hij ontslag neemt. Hij krijgt een aanbod van Taxi Ter Smissen en gaat hierop in, maar Luc smeekt hem om nog één dag te werken bij Sanitechniek. Waldek belooft het, maar Leo doet hem een beter voorstel en Waldek begint als taxichauffeur bij Taxi Ter Smissen. Luc is zo kwaad dat hij Rosa inlicht over zijn slippertje met Kris. Rosa zet hem op staande voet buiten. Rosa en Waldek zijn sinds 10 maart 2010 gescheiden.
Toen het plan voor een schijnhuwelijk tussen Eddy Van Notegem en Jelena Leshi mislukte, stelde Waldek voor om met Jelena te trouwen. Het paar trouwde op 13 mei 2010. Het was oorspronkelijk bedoeld als schijnhuwelijk, maar Waldek en Jelena kregen gevoelens voor elkaar. Waldek kocht haar vrij van Youri voor 100.000 euro, waarop Youri probeerde om Waldek te vermoorden om Jelena weduwe te maken en nog meer geld aan haar te kunnen verdienen. Na de eerste moordpoging (waarbij Eddy niet Waldek maar Mo en Bianca aanreed met zijn vrachtwagen) doken ze onder in het appartement waar Herman tot aan zijn dood woonde. Youri gijzelde echter Rosa en toen was Waldek wel verplicht om zich te laten zien. Youri stond op het punt hem neer te schieten, maar toen Jelena onverwachts binnenkwam, werd zij door Youri neergeschoten. Waldek bleef alleen achter, maar kan rekenen op de steun van Rosa en zijn vrienden. Nadat Waldek wordt ontslagen bij Taxi Ter Smissen voor dronken rijden, kan hij terug aan de slag bij Saniteckniek. Rosa en Waldek groeiden intussen weer naar elkaar toe, maar Luc probeerde dat te verhinderen. Hij vroeg aan werknemer Freddy om Waldek over te halen om in het zwart te werken en Saniteckniek te bestelen. Waldek werd betrapt en Rosa koos teleurgesteld voor Luc. Het stel stond op het punt te trouwen, maar Freddy bracht de waarheid aan het licht. Rosa liet Luc ten slotte in het gemeentehuis alleen achter: ze trouwden niet. Rosa koos weer voor Waldek. Luc zet Waldek op staande voet buiten en zorgt ervoor dat geen enkel loodgietersbedrijf hem aanneemt. Waldek werkt tijdelijk als klusjesman bij rusthuis Winterlicht, maar gaat later werken in de B&B van Rosa en Jenny. Daarna start hij een klusjesdienst op met Frank Bomans, genaamd "Klus & Co".
"Klus & Co" gaat, dankzij Franky Bomans, in onderaanneming met Sanitechniek, maar strubbelingen tussen Frank en Luc zorgen ervoor dat dit niet al te lang duurt. Vervolgens investeert Waldek tezamen met Frank, Geert Smeekens, David Magiels en Eddy Van Notegem in een brouwerij om Eddy's bier 't Slurfke te commercialiseren. Het bieravontuur mislukt echter en Waldek gaat opnieuw aan de slag bij Taxi Leo.
Waldek is uitermate blij wanneer zijn zoon Kasper terugkeert. Wanneer Kasper inbreekt in "De Noorderzon" spuit Peggy pepperspray in zijn ogen. Kasper komt ongelukkig ten val en overlijdt enige tijd later. Waldek kan het overlijden niet verwerken en dat komt zijn relatie met Rosa niet ten goede, maar uiteindelijk komen ze er samen sterker uit.
Waldek wordt aangevallen door Kurt Van Damme na een woordenwisseling over een verkeersincident. Hij wordt wakker in het ziekenhuis met een hersenschudding en geheugenverlies. Beetje bij beetje komt zijn geheugen terug en kan hij dus ook de dader aanduiden.
In reeks 19 krijgt Waldek bericht van zijn zus Beata, zij wil hun ouderlijk huis verkopen. Waldek zit dit niet echt zitten en stelt voor om zelf haar helft over te kopen. Hij maakt plannen om met Rosa naar Polen te vertrekken. Rosa reageert hier afwijzend op, zij heeft dan weer plannen om het gebouw van de Zus & Zo zelf te kopen. Wanneer zij geen lening krijgt beslist ze om toch mee te gaan naar Polen, maar dan wordt Peggy gecarjackt en crasht ze en wordt blind. Het plan van Rosa en Waldek moet noodgedwongen nog even in de wachtkamer.
Na een zoveelste aanvaring met Peggy stelt hij Rosa voor een keuze: of zij kiest voor hem of voor haar dochter. Verder wil Waldek zo weinig mogelijk contact met Peggy en verbiedt hij haar om nog gebruik te maken van de privévertrekken van Zus & Zo. Waldek beslist zelfs om voor De Kabouters te werken omdat hij bij Taxi Leo nog regelmatig in contact komt met Peggy. Ook Rosa beseft dat ze meer tijd moet vrijmaken met Waldek. Het koppel besluit om te hertrouwen in Polen. Een jaar later voelt Waldek geen passie meer in hun huwelijk en vertrekt hij.
Hij begint een relatie met Julia, maar bedriegt haar na een tijd met Simonne. Julia komt het te weten en neemt wraak door met de noorderzon te vertrekken en te doen uitschijnen dat Waldek haar vermoord heeft. Hij belandt in de gevangenis en komt pas vrij nadat Julia zelf weer opduikt. Na zijn tijd in de cel, neemt Rosa - die nooit kon geloven dat Waldek een moord zou begaan - hem in huis. De twee lijken weer toenadering te zoeken, maar Waldek belandt plots in bed met Mayra Magiels, die kort daarna zwanger blijkt te zijn. Na de bevalling dopen ze het kind Zoë. Mayra, die denkt vergiftigd te zijn door Julia, verwisselt haar baby echter met een ander in het ziekenhuis. Mayra's vrees komt uit: hun eigen baby sterft. Zonder dat Waldek dit weet, voedt het duo de verwisselde baby verder op, maar wanneer na een onderzoek de bloedgroep van de baby bekend raakt en hieruit blijkt dat Waldek onmogelijk de vader kan zijn, begrijpt Waldek dat er iets niet klopt. Hij denkt dat Mayra liegt en de baby door iemand anders is verwekt. De situatie escaleert en Mayra wil vluchten met de baby, maar na een zwaar ongeval bekent ze aan Waldek de ware toedracht. Waldeks wereld stort in en hij verlaat België, hij keert terug naar Polen. Een maand later keert Waldek echter terug naar België. Nuria, de eigenlijke moeder van Zoë, belandt in een postnatale depressie. Omdat haar man haar heeft verlaten en niets meer van haar noch Zoë wil weten, wordt Waldek tijdelijk pleegvader van Zoë. Nuria wordt opgenomen in een instelling en Waldek neemt zijn leven in België terug op. Het gevreesde moment blijft echter niet uit en op een dag moet Waldek Zoë weer aan Nuria afstaan.
Ondertussen heeft Waldek nieuw werk gevonden als medewerker in de wijngaard van Stevenson, het nieuwe bedrijf van Steven Lambrechts en zijn zoon Kobe. Wanneer enkele maanden later Tilly, de jongere zus van Judith Van Santen, weer terugkeert naar België om haar oudere zus te steunen nadat deze slachtoffer is geworden van kindergeweld, probeert zij haar zus wat op te beuren, onder andere door haar aan een nieuwe partner te koppelen. Nadat Waldek langskomt in de praktijk om zijn hand te verzorgen na een ongeval in de wijngaard, tracht Tilly er alles aan te doen om Judith te koppelen met Waldek. Waldek is echter niet Judiths type, dus dit lukt niet, maar ze wordt uiteindelijk zelf verliefd op hem, wat door Waldek beantwoord wordt. Na enige tijd van mooie en moeilijke momenten in de relatie, begint Tilly zich verstikt te voelen in het appartement van Waldek en vertrekt naar het buitenland. De relatie met Tilly loopt hierdoor af. Enige tijd later keert Thilly terug en hebben zij en Waldek een knipperlichtrelatie.